# Gonnie Brunia
Gonnie Brunia (19 oktober 1970) is een Nederlands langebaanschaatsster.
Van 1990 tot 1992 nam Brunia deel aan de NK Allround, het NK Sprint en op alle afstanden van de NK Afstanden. 

## Records

### Persoonlijke records[2]
| Afstand    | Tijd    | Datum            | Baan       |
| ---------- | ------- | ---------------- | ---------- |
| 500 meter  | 42,25   | 16 februari 1991 | Heerenveen |
| 1000 meter | 1.26,17 | 25 november 1990 | Heerenveen |
| 1500 meter | 2.12,12 | 16 februari 1991 | Heerenveen |
| 3000 meter | 4.39,21 | 4 maart 1991     | Heerenveen |
| 5000 meter | 7.57,19 | 5 januari 1990   | Heerenveen |